# Viaduto Santa Tereza

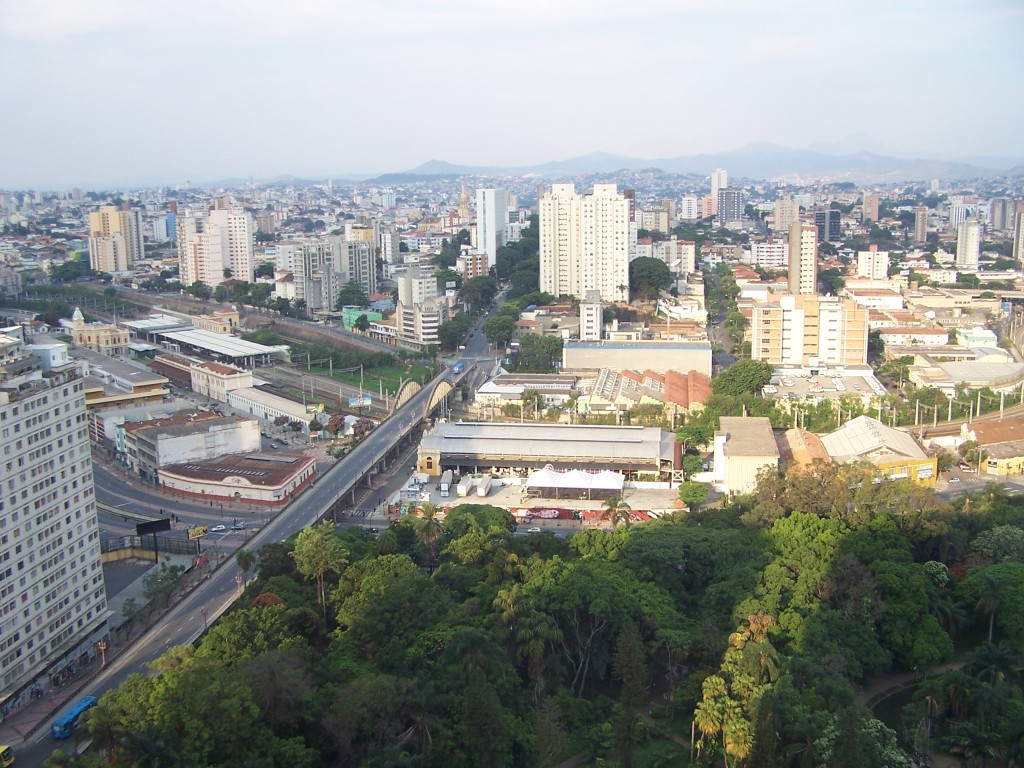
O viaduto Santa Tereza, no centro de Belo Horizonte.

O Viaduto Santa Tereza, em Belo Horizonte, foi projetado pelo engenheiro Emílio Baumgart e construído em 1929. Liga os bairros Floresta e Santa Tereza ao centro.

## História
O viaduto foi projetado por Emílio Baumgart e inaugurado em setembro de 1929. Foi a primeira travessia em desnível da capital, e passa sobre a Avenida dos Andradas, o Ribeirão Arrudas, uma linha de trem e uma de metrô. A estrutura tem 390 metros de extensão e foi uma das primeiras a usar concreto armado em sua estrutura.

## Cultura
O viaduto foi tombado como patrimônio cultural do município na década de 1990, e integra o Conjunto Arquitetônico da Praça da Estação.
Sua característica mais marcante são seus arcos parabólicos. Os arcos figuram no primeiro romance de Fernando Sabino, O Encontro Marcado: na obra, o personagem principal e seus amigos sobem nos arcos, de grande altura, arriscando caírem na linha férrea sobre os quais o viaduto passa. Os arcos já haviam sido escalados logo após sua inauguração pelo escritor Carlos Drummond de Andrade, que, relata-se, recebeu voz de prisão pelo feito. O escritor desafiou o guarda a subir no arco para efetuar a prisão, e este preferiu desistir do feito.
Desde 2008, seu baixio é utilizado como espaço para realização de um Duelo de MCs.